# Саммит G-20 в Санкт-Петербурге (2013)

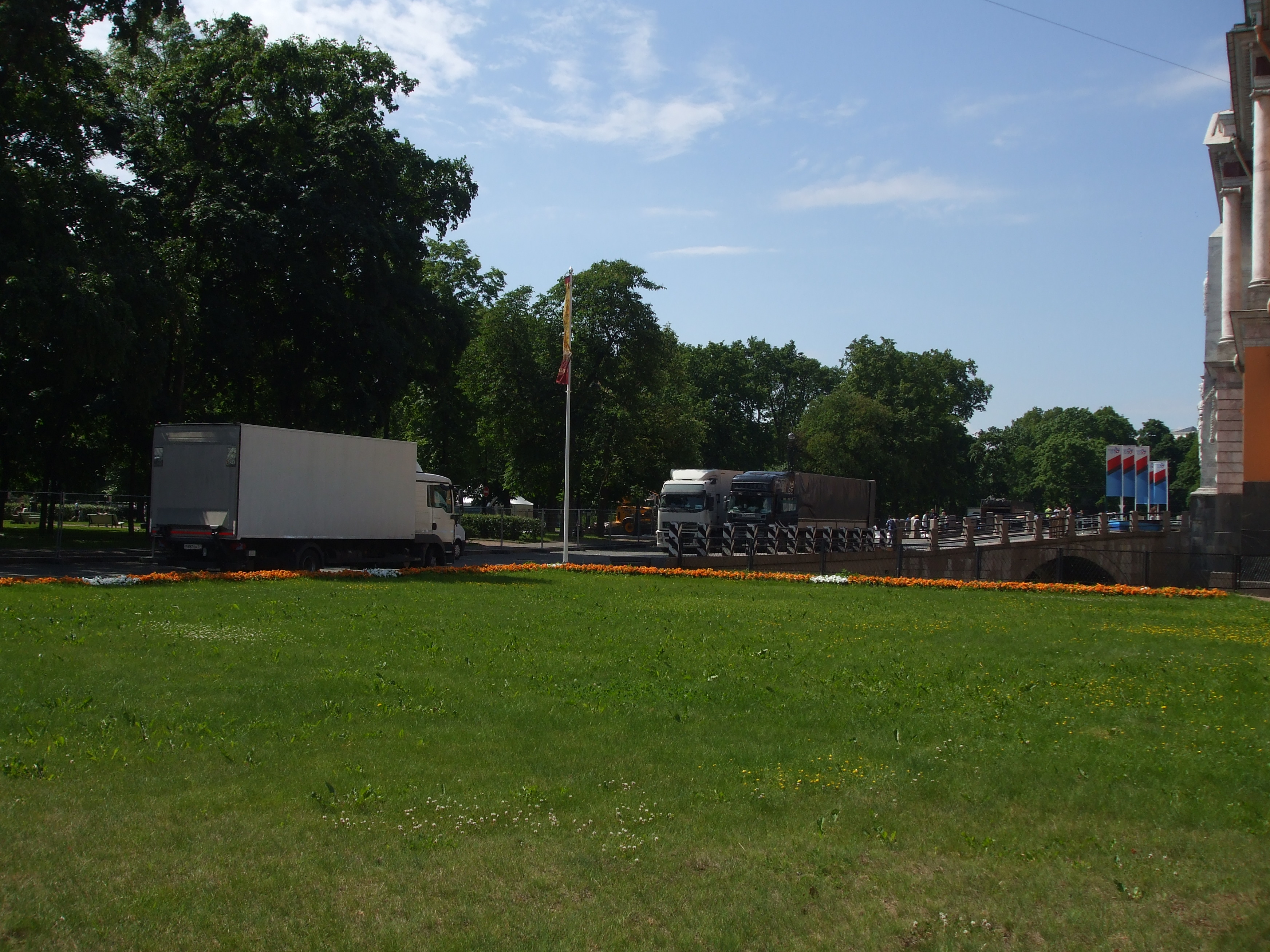
Подготовка к мероприятию у Михайловского замка

Саммит G-20 в Санкт-Петербурге — восьмая встреча руководства стран «Большой двадцатки», которая была проведена в России, в Санкт-Петербурге 5—6 сентября 2013 года.
Представителем президента РФ по делам группы ведущих индустриальных государств и связям с представителями лидеров стран-участников «Большой двадцатки» была назначена глава Экспертного управления Президента Российской Федерации Ксения Юдаева.
Основными темами, предлагаемыми для рассмотрения саммита, явились:
1. Реализация Рамочного соглашения по обеспечению устойчивого, уверенного и сбалансированного роста;
2. Обеспечение занятости;
3. Реформирование международной валютно-финансовой системы;
4. Реформа финансового регулирования и надзора;
5. Устойчивое развитие глобальных энергетических рынков;
6. Содействие международному развитию;
7. Укрепление многосторонней торговли;
8. Противодействие коррупции.

Также предполагается, что обострившаяся вокруг Сирии ситуация и пути выхода из кризиса внесут серьёзную корректировку в повестку саммита G20. Все государства готовы обсудить и решить этот вопрос.
Двусторонняя встреча глав США и РФ не состоялась.
По итогам саммита опубликована Санкт-Петербургская декларация лидеров G20 с приложениями.
Заключительная встреча G20 состоялась в Москве 24 октября. На ней делегаты обсудили достигнутый прогресс по основным направлениям работы, проанализировали итоги российского председательства, рассмотрели возможные пути дальнейшего повышения эффективности работы G20, а также начали обсуждение повестки и приоритетов предстоящего председательства Австралии.

## Участники саммита

### G20
| Большая индустриальная двадцатка Страна-хозяйка и лидер выделены жирным шрифтом. | Большая индустриальная двадцатка Страна-хозяйка и лидер выделены жирным шрифтом. | Представитель                 | Титул                                |
| -------------------------------------------------------------------------------- | -------------------------------------------------------------------------------- | ----------------------------- | ------------------------------------ |
| Австралия                                                                        | Австралия                                                                        | Боб Карр                      | Министр иностранных дел              |
| Аргентина                                                                        | Аргентина                                                                        | Кристина Фернандес де Киршнер | Президент Аргентины                  |
| Бразилия                                                                         | Бразилия                                                                         | Дилма Русеф                   | Президент Бразилии                   |
| Великобритания                                                                   | Великобритания                                                                   | Дэвид Кэмерон                 | Премьер-министр Великобритании       |
| Германия                                                                         | Германия                                                                         | Ангела Меркель                | Федеральный канцлер Германии         |
| Индия                                                                            | Индия                                                                            | Манмохан Сингх                | Премьер-министр Индии                |
| Индонезия                                                                        | Индонезия                                                                        | Сусило Бамбанг Юдойоно        | Президент Индонезии                  |
| Италия                                                                           | Италия                                                                           | Энрико Летта                  | Председатель совета министров Италии |
| Канада                                                                           | Канада                                                                           | Стивен Джозеф Харпер          | Премьер-министр Канады               |
| Китай                                                                            | Китай                                                                            | Си Цзиньпин                   | Председатель КНР                     |
| Мексика                                                                          | Мексика                                                                          | Энрике Пенья Ньето            | Президент Мексики                    |
| Россия                                                                           | Россия                                                                           | Владимир Путин                | Президент России                     |
| Саудовская Аравия                                                                | Саудовская Аравия                                                                | Ибрагим Абдулазиз аль-Ассаф   | Министр финансов                     |
| Соединённые Штаты Америки                                                        | США                                                                              | Барак Обама                   | Президент США                        |
| Турция                                                                           | Турция                                                                           | Реджеп Тайип Эрдоган          | Премьер-министр Турции               |
| Франция                                                                          | Франция                                                                          | Франсуа Олланд                | Президент Франции                    |
| Южно-Африканская Республика                                                      | ЮАР                                                                              | Джейкоб Зума                  | Президент ЮАР                        |
| Республика Корея                                                                 | Республика Корея                                                                 | Пак Кын Хе                    | Президент Республики Корея           |
| Япония                                                                           | Япония                                                                           | Синдзо Абэ                    | Премьер-министр Японии               |
| Европейский союз                                                                 | Европейская комиссия                                                             | Жозе Мануэл Баррозу           | Председатель Европейской комиссии    |
| Европейский союз                                                                 | Европейский совет                                                                | Херман ван Ромпёй             | Председатель Европейского совета     |

### Приглашённые страны
| Страна    | Страна    | Страна                                                | Представитель        | Титул                              |
| --------- | --------- | ----------------------------------------------------- | -------------------- | ---------------------------------- |
| Бруней    | Бруней    | Председатель АСЕАН в 2013 году                        | Хассанал Болкиах     | Султан Брунея                      |
| Испания   | Испания   | Постоянно приглашаемая страна                         | Мариано Рахой        | Председатель правительства Испании |
| Казахстан | Казахстан | Представитель ЕврАзЭС, Таможенного Союза и СНГ        | Нурсултан Назарбаев  | Президент Казахстана               |
| Сенегал   | Сенегал   | Председатель НЕПАД в 2013 году                        | Маки Саль            | Президент Сенегала                 |
| Сингапур  | Сингапур  | Председатель МВФК и Группы Глобального управления(3G) | Ли Сянь Лун          | Премьер-министр Сингапура          |
| Эфиопия   | Эфиопия   | Председатель Африканского Союза в 2013 году           | Хайлемариам Десалень | Премьер-министр Эфиопии            |

### Международные Организации
| Организация                    | Организация                                          | Представитель               |
| ------------------------------ | ---------------------------------------------------- | --------------------------- |
| Организация Объединённых Наций | Организация Объединённых Наций                       | Пан Ги Мун                  |
|                                | Всемирный Банк                                       | Джим Ён Ким                 |
|                                | Международный Валютный Фонд                          | Кристин Лагард              |
|                                | Совет по финансовой стабильности                     | Марк Карни                  |
|                                | Организация экономического сотрудничества и развития | Хосе Анхель Гурриа Тревиньо |
|                                | Всемирная торговая организация                       | Роберто Асеведо             |
|                                | Международная организация труда                      | Гай Райдер                  |